# Tears in the Club
Tears in the Club è un singolo della cantante britannica FKA twigs, pubblicato il 16 dicembre 2021 come unico estratto dal primo mixtape Caprisongs.

## Descrizione
Il brano ha visto la partecipazione vocale del cantante canadese The Weeknd.
Secondo Will Richards di NME, Tears in the Club tende verso una sonorità più pop rispetto allo stile usuale di Twigs, pur mantenendo «l'etereità e la distorsione per cui è diventata famosa».

## Video musicale
Il video è stato distribuito su YouTube in concomitanza con l'uscita del singolo. Diretto da Amber Grace Johnson, esso inizia con un omaggio alla pubblicità che Drake fece per la Sprite: il viso di Twigs si decompone in diversi pezzi. Il video prosegue con la cantante che balla in un club fino a quando non decide di andarsene piangendo. Verrà raggiunta da un gruppo di ballerini con cui danza; la scena cambia, e Twigs si trova all'interno di un piccolo acquario osservata da The Weeknd.

## Formazione
- FKA twigs – voce
- The Weeknd – voce aggiuntiva
- Cirkut – produzione
- Arca – produzione
- El Guincho – produzione
- Bryce Bordone – ingegneria del suono
- Chris Gehringer – mastering
- Șerban Ghenea – missaggio

## Classifiche
| Classifica (2022) | Posizione massima |
| ----------------- | ----------------- |
| Canada            | 79                |